# Kasteel Łańcut

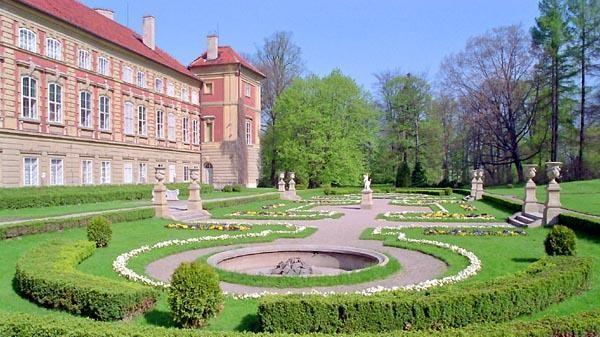
Italiaanse tuin

Kasteel Łańcut is een kasteel in het centrum van de Poolse plaats Łańcut.
Het kasteel is in de periode van 1629 tot 1642 gebouwd in de barokke stijl in opdracht van de edelman Stanisław Lubomirski. In de 18e eeuw werd het kasteel in opdracht van Izabela Lubomirska uitgebreid tot een geheel complex en werd het eveneens intern verbouwd. Eind 19e eeuw volgden de volgende verbouwingen, waarbij neobarokke elementen werden toegevoegd.
In de loop van de geschiedenis hebben meerdere notabele families het kasteel bewoond. Tegenwoordig herbergen de gebouwen echter een museum met een bijzondere collectie historische rijtuigen.

## Afbeeldingen

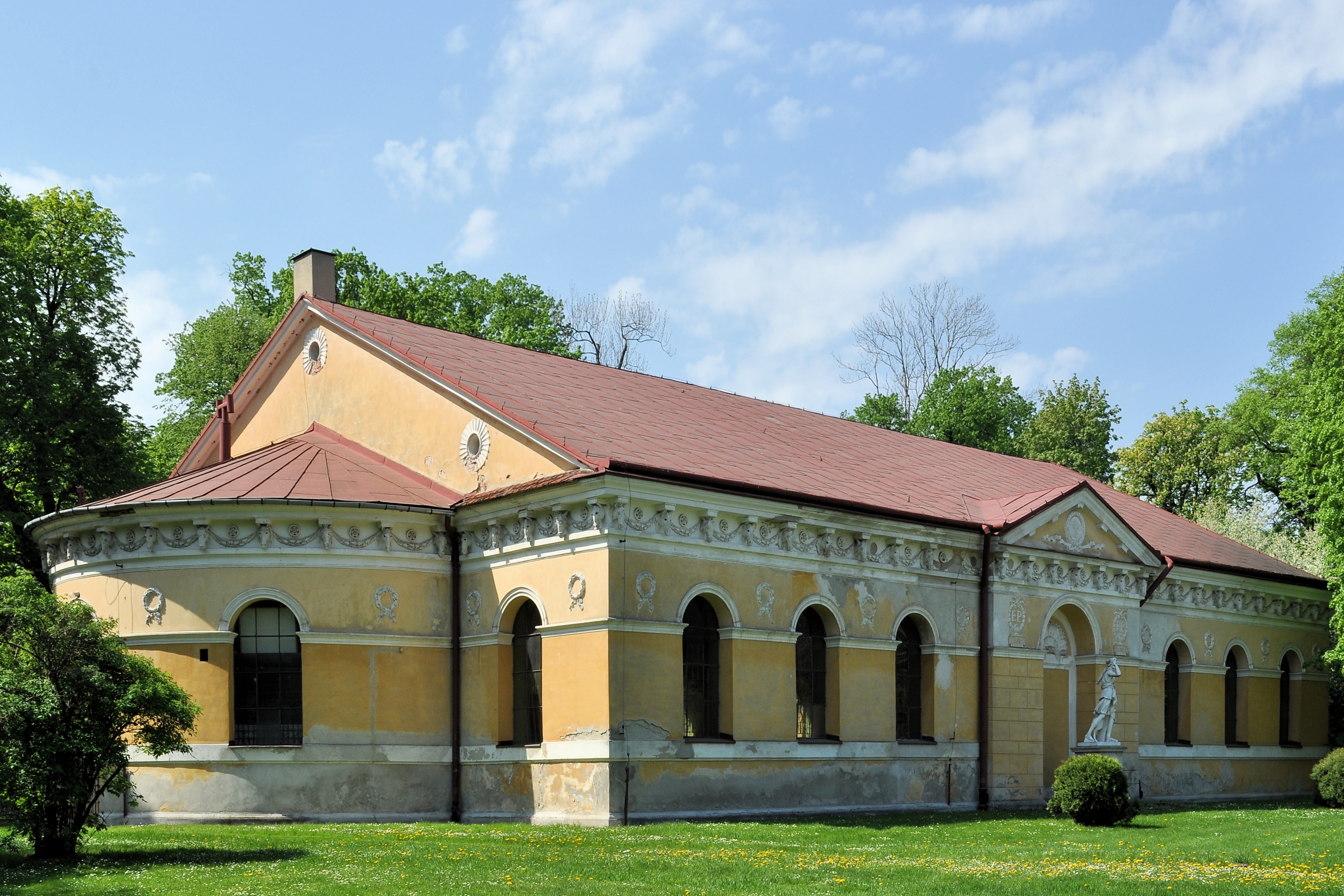
Rijhal
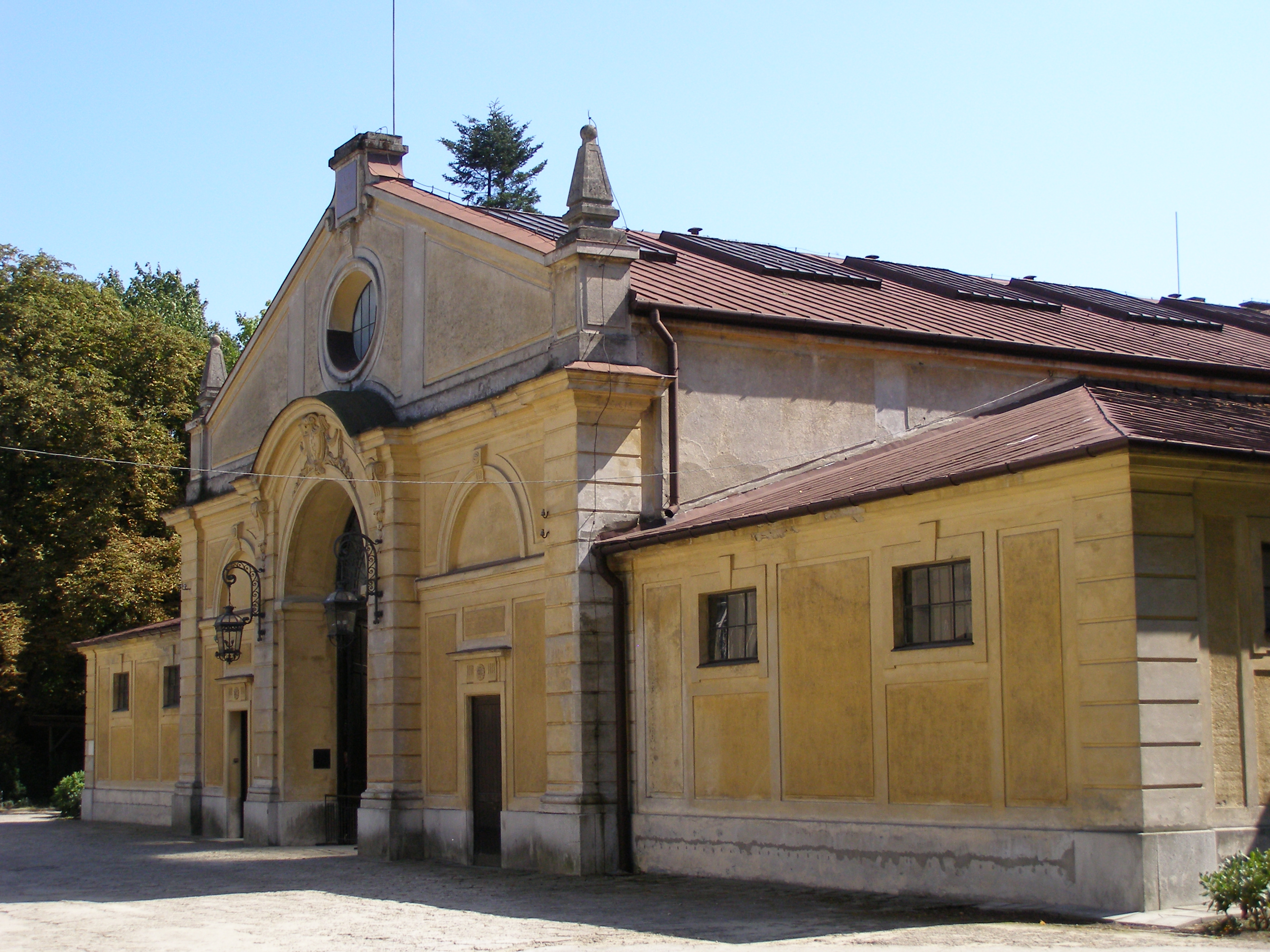
Koetshuis
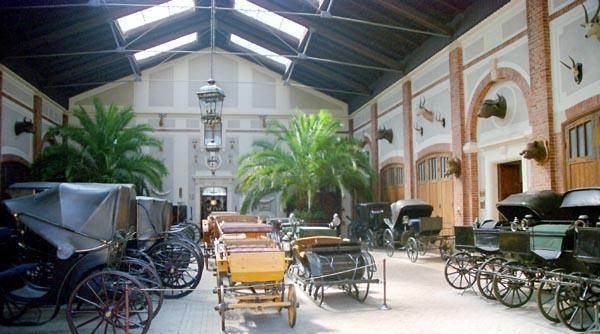
Interieur koetshuis
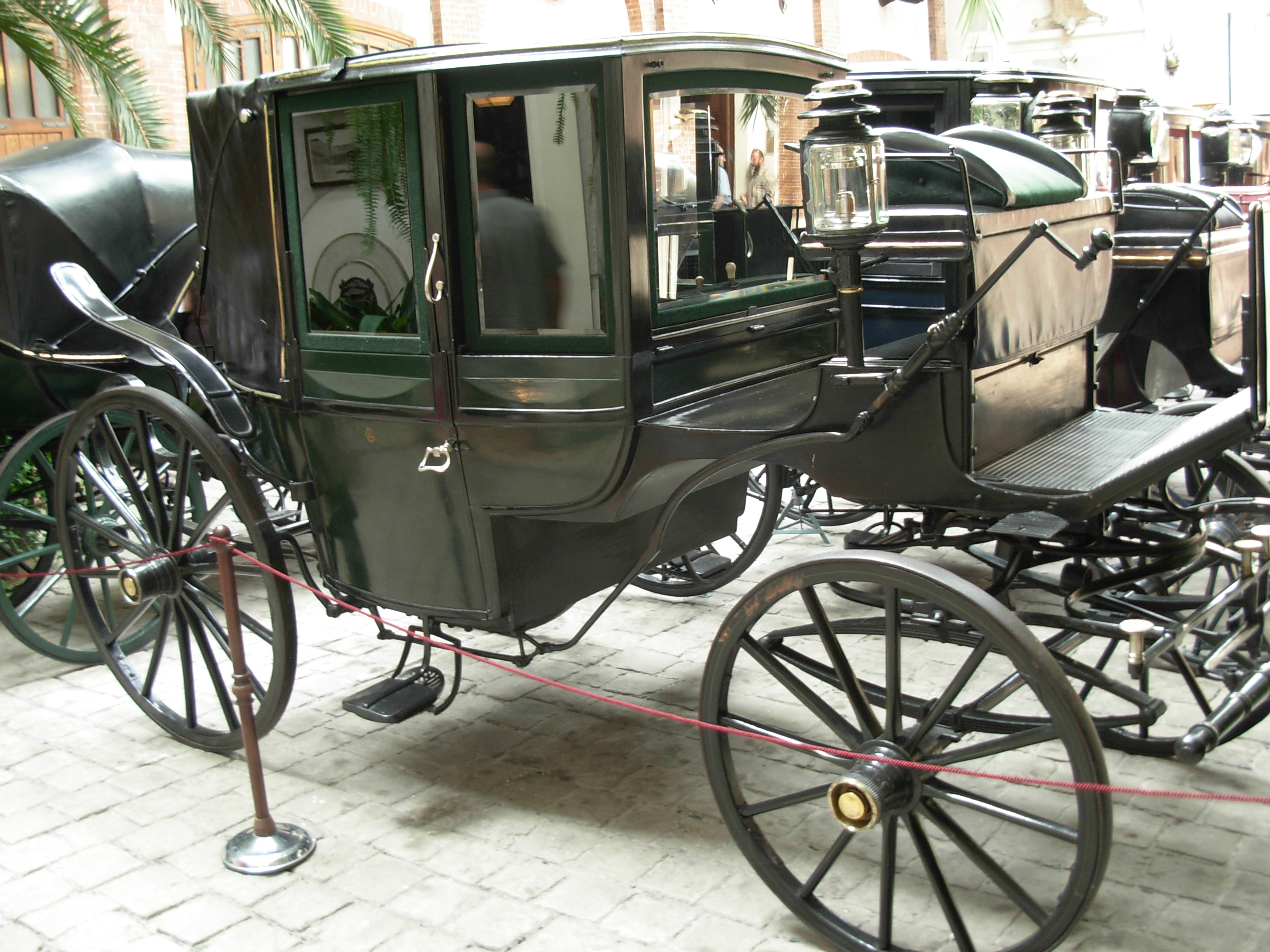
Rijtuig
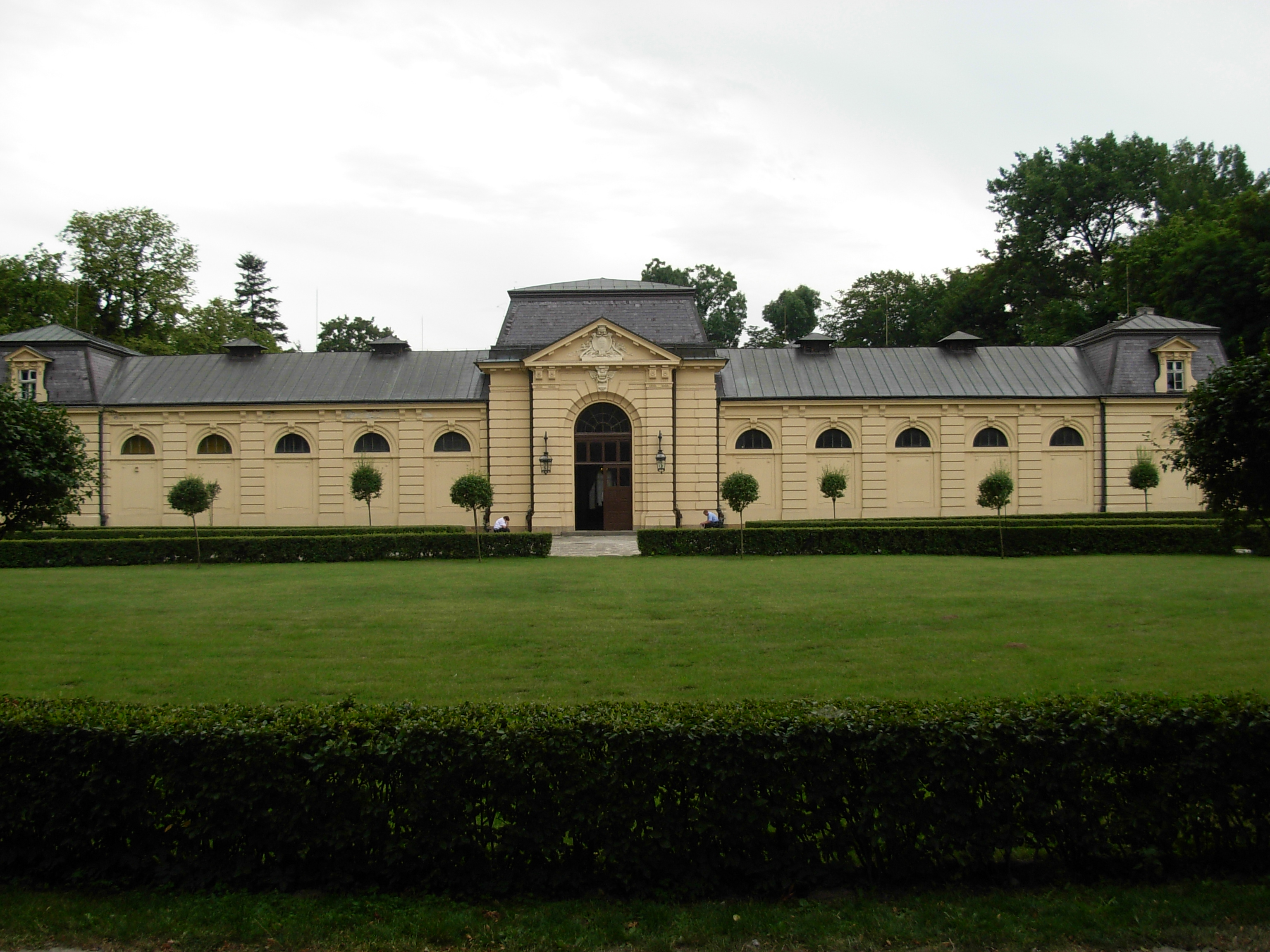
Stalgebouw
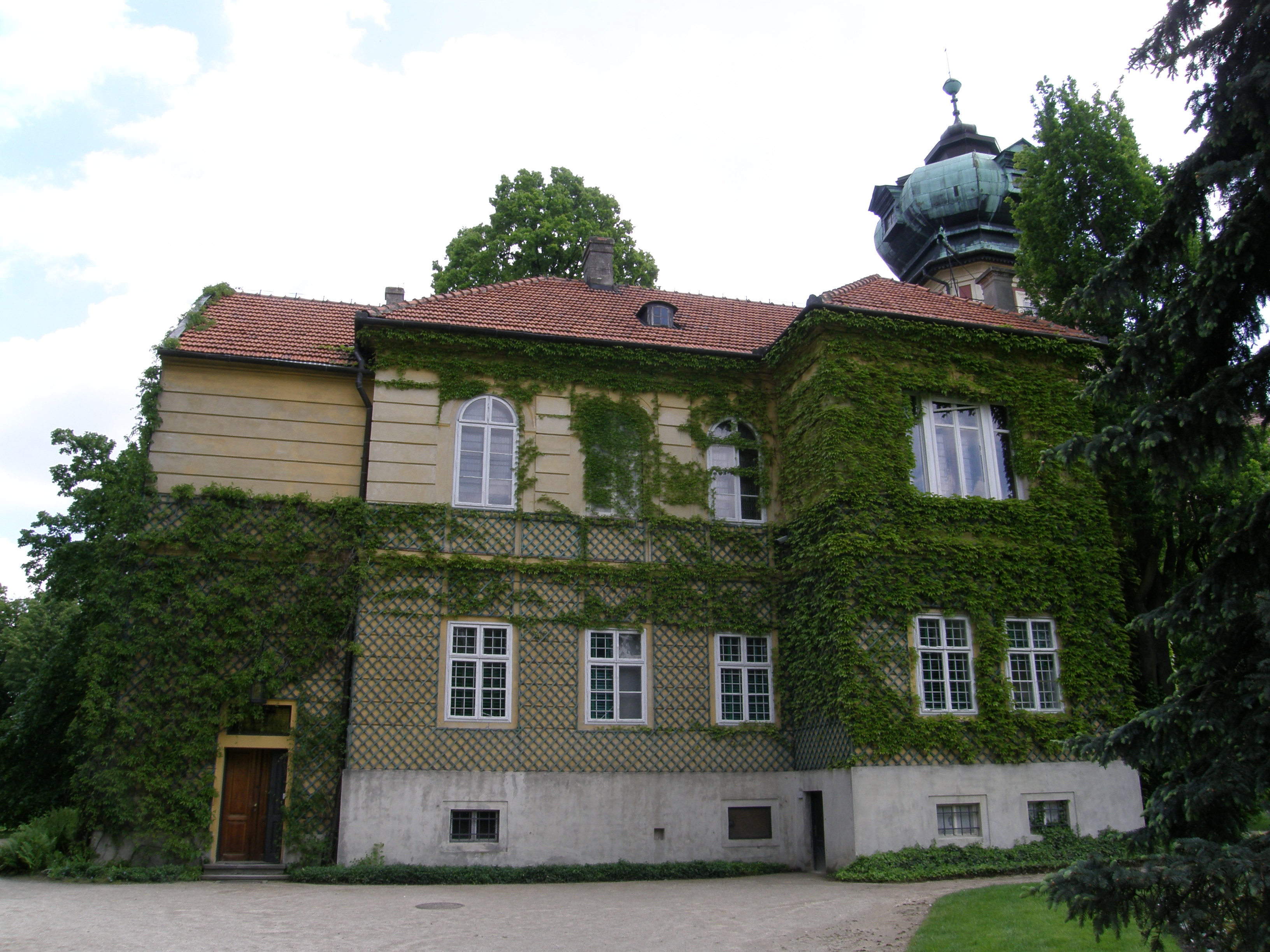
Bibliotheekgebouw